# معجزة (فلم)
معجزة (باليابانية: 奇跡) فيلم دراما كوميدي ياباني من إخراج وسيناريو هيروكازو كورئيدا. الفيلم من بطولة الأخوين كوكي مايدا وأوشيرو مايدا.
تدور الأحداث حول أخوين صغيرين ينفصلان ويعيشان بمدن مختلفة، واحد مع والده، والأخر مع والدته ووالديها، ويحلمان بالعودة معاً.

## روابط خارجية
- مقالات تستعمل روابط فنية بلا صلة مع ويكي بيانات